# Флаг Красногвардейского сельского поселения (Каневской район)
Флаг муниципального образования Красногварде́йское сельское поселение Каневского района Краснодарского края Российской Федерации — опознавательно-правовой знак, служащий официальным символом муниципального образования.
Флаг утверждён 21 июня 2012 года решением Совета Красногвардейского сельского поселения № 130 и внесён в Государственный геральдический регистр Российской Федерации с присвоением регистрационного номера 7867.

## Описание
«Прямоугольное полотнище с отношением ширины к длине 2:3, воспроизводящее композицию герба Красногвардейского сельского поселения Каневского района в красном, зелёном и жёлтом цветах».
Геральдическое описание герба гласит: «В скошенном слева червлёном и зелёном поле, поверх деления — казачья шашка в ножнах (рукоятью вверх и выгнутой к низу), сопровождаемая в червлени мельничным ветряком, положенным наподобие косого креста и в зелени четырьмя головками пшеничных колосьев соединёнными у основания и сложенными в косой крест; все фигуры золотые».

## Обоснование символики
Флаг языком символов и аллегорий отражает исторические, культурные и экономические особенности сельского поселения.
В состав Красногвардейского сельского поселения входят посёлок Красногвардеец и станица Александровская.
Посёлок Красногвардеец образован в 1929 году. Своё название он получил в память о тех, кто его основал. Первыми его строителями были демобилизованные красногвардейцы — лихие кубанские казаки, воевавшие под знамёнами Будённого, Чапаева и Ковтюха, на что аллегорически указывает красный цвет.
Этот цвет также аллегорически указывает на производство кирпича, которым долгие годы славился посёлок Красногвардеец.
Красный цвет — символ отваги, героизма, труда, красоты, праздника и тепла.
Станица Александровская образована в 60-е годы XIX века на целинных землях, первоначально как казачий хутор, позже преобразованный в станицу. Зелёный цвет аллегорически указывает на казачью станицу Александровскую расположенную среди бескрайних степных просторов.
Зелёный цвет — символ здоровья, плодородия, изобилия, надежды и спокойствия.
Изображение пшеничных колосьев и мельничного ветряка подчёркивает значение поселения, основу экономики которого составляет выращивание хлебных злаков, а также говорит о том, что станица Александровская в начале XX века была одной из самых зажиточных на Кубани, на её многочисленные мельницы свозили хлеб не только с округи, но и из отдалённых мест.
Жёлтый цвет (золото) — символ величия, достатка, хлеба, процветания и прочности.
Изображение казачьей шашки символизирует кубанское казачество, представители которого в Красногвардейском сельском поселении всегда были на передовых рубежах как ратного, так и трудового поприща.